# El Zenthe
El Zenthe är en ort i Mexiko.   Den ligger i kommunen San Bartolo Tutotepec och delstaten Hidalgo, i den sydöstra delen av landet, 160 km nordost om huvudstaden Mexico City. El Zenthe ligger 771 meter över havet och antalet invånare är 140.
Terrängen runt El Zenthe är kuperad åt nordost, men åt sydväst är den bergig. Runt El Zenthe är det ganska tätbefolkat, med 60 invånare per kvadratkilometer. Närmaste större samhälle är Huehuetla, 11,7 km sydost om El Zenthe. I omgivningarna runt El Zenthe växer i huvudsak städsegrön lövskog.